# Aeroportul Margate
Aeroportul Margate (IATA: MGH, ICAO: FAMG) este un aeroport din Margate, Africa de Sud, Hibiscus Coast Local Municipality⁠(d), Ugu District Municipality⁠(d), Provincia KwaZulu-Natal, Africa de Sud ce deservește zona Margate, Africa de Sud.
Situat la o altitudine de 150 m, aeroportul dispune de o singură pistă.